# Харківська волость
Харківська волость — історична адміністративно-територіальна одиниця Харківського повіту Харківської губернії з центром у слободі Велика Данилівка.
Станом на 1885 рік складалася з 50 поселень, 3 сільських громад. Населення — 13 332 особи (6599 осіб чоловічої статі та 6733 — жіночої), 1094 дворових господарства.
|                     | Площа, десятин | У тому числі орної, дес. |
| ------------------- | -------------- | ------------------------ |
| Сільських громад    | 13400          | 9948                     |
| Приватної власності | 3946           | 2432                     |
| Іншої власності     | 33             | 30                       |
| Загалом             | 17379          | 12410                    |

###### Найбільші поселенняволостістаном на1885
- Велика Данилівка — колишнє власницьке село при річці Харків за 7 верст від повітового міста, 2650 осіб, 433 двори, православна церква, школа. За 5 верст — канатний завод. За 3 версти — цегельний завод.
- Іванівка — колишнє власницьке село при річці Лопань, 1480 осіб, 89 дворів, православна церква.